# 布鲁诺·索里奇
布鲁诺·索里奇（1904年5月16日—1942年6月7日），意大利男子赛艇运动员。他曾代表意大利参加1924年夏季奥林匹克运动会赛艇比赛，获得八人单桨有舵手铜牌。